# Acarnas
Acarnas o Ajarnés (en griego: Αχαρνές, en Katharevousa Αχαρναί, también conocido como Μενίδι Menidi) es un municipio de Grecia que se encuentra en el área metropolitana de Atenas. Es el más poblado de Ática Oriental. Gran parte de la zona norte es ocupada por los bosques Párnitha. El municipio se encuentra al norte de la Gran Anillo de Atenas, 10 km hacia el norte.

## Historia
En la Antigua Grecia, Acarnas (griego Ἀχαρναί, Akharnaí, plural) era el más vasto de los demos del Ática, situado al pie del monte Parnés, a 60 estadios al norte de Atenas. Es el territorio de la tribu Enea.
Acarnas es citada por Píndaro en su Segunda Nemea (v. 16–17), dedicada a Timodemo, originario de este demo y vencedor en una competición de pancracio. Tierra fértil, Acarnas producía cereales, vino y aceite de oliva. Durante la guerra del Peloponeso, el demo proporcionó 3000 hoplitas, es decir, una décima parte del ejército cívico. Fue arrasada en 431 a. C. en el curso de la invasión del Ática por las tropas espartanas dirigidas por el rey Arquidamo II.
Fue uno de los escenarios de un combate entre las tropas del demócrata Trasíbulo y los lacedemonios que apoyaban a los Treinta Tiranos durante la Guerra civil ateniense.
Ha llegado a ser célebre por la comedia de Aristófanes Los acarnienses (425 a. C., primer premio de las Leneas), que pone en escena a un ciudadano apasionado por la paz, Dicéopolis, reñido con los acarnienses belicosos, representados de manera burlesca como carboneros.
Pausanias menciona el culto en Acarnas a Apolo Agiieo, a Heracles, a Atenea Higiea, a Atenea Hípica, a Dioniso Melpómeno y a Dioniso Cisón. También señala la tradición de que fue el primer lugar donde Dioniso creó la hiedra.
Una inscripción de fines del siglo IV a. C. es posible que mencionara la existencia de un teatro en Acarnas. En febrero de 2007, unos trabajos sacaron a la luz una parte del antiguo teatro — específicamente las gradas del koilon.